# سینیک (داکوتای جنوبی)
سینیک (به انگلیسی: Scenic) یک منطقهٔ مسکونی در ایالات متحده آمریکا است که در شهرستان پنینگتن، داکوتای جنوبی واقع شده‌است. سینیک ۳۴۷٫۶ کیلومتر مربع مساحت و ۱۰ نفر جمعیت دارد و ۸۸۴ متر بالاتر از سطح دریا واقع شده‌است.